# Pyrausta continentalis
Pyrausta continentalis là một loài bướm đêm trong họ Crambidae.